# Den Skandinaviske Møntunion
Den Skandinaviske Møntunion var en møntunion, som blev oprettet 1873 og indførte systemet med kroner og øre som møntenheder på basis af guldmøntfod (1 krone = 0,403 gram guld, eller 2.480 kr. = 1 kg guld) i Danmark og Sverige, mens Norge kom med i 1875.
I Danmark erstattede kronen sølvmøntfoden rigsdaler, (indført ved den nye møntordning ved lov af 23. maj 1873), således at 2 kroner svarede til 1 rigsdaler. I Norge erstattede kronen speciedaleren i forholdet 4 kroner til 1 speciedaler. I Sverige erstattede kronen riksdaleren 1:1.
De tre lande kunne udmønte 20-, 10- og 5-kronestykker af 90% guld. Skillemønter af sølv kunne have værdierne 2 kr., 1 kr., 50 øre, 40 øre, 25 øre og 10 øre med finheder der varierede fra 0,800 for 2-kronen til 0,400 for 10-øren. Skillemønter af bronze kunne udmøntes i værdierne 5, 2 og 1 øre med en vægt på hhv. 8, 4 og 2 g. Der var også standarder for mønternes diameter, således at mønterne havde samme vægt og størrelse i alle tre lande.
I de første år blev kun mønter modtaget til pari af centralbankerne. I 1894 blev Sverige og Norge (som var i personalunion) enige om også at modtage hinandens sedler til pari, og med Danmarks tilslutning til den fælles cirkulation af sedler i 1901 var Den Skandinaviske Møntunion fuldt etableret. Dette varede dog kun frem til 1905, da Norge blev selvstændigt, og der blev indført begrænsninger i seddelcirkulationen. I 1924 blev unionen delvis ophævet, da den svenske kronekurs lå over den danske. Formelt blev den dog først ophævet 1972. Reelt fungerede møntunionen dog kun frem til Første Verdenskrig, da man gik bort fra at kunne indløse penge til guld.
| Historie | Spire Denne historieartikel er en spire som bør udbygges. Du er velkommen til at hjælpe Wikipedia ved at udvide den. |